# 斉藤友紀雄
齊藤 友紀雄（さいとう ゆきお、1936年4月24日 - 2025年2月25日）は、日本のキリスト教神学者、牧師、臨床心理学者。東京都出身。

## 略歴
東京神学大学と米国ランカスター神学校と同市総合病院で神学と臨床心理学を学ぶ。日本基督教団牧師。
現在、社会福祉法人日本いのちの電話連盟常務理事、日本自殺予防学会理事長、民間相談機関連絡協議会会長、青少年健康センター会長、北の丸クリニック常任理事、日本臨床死生学会理事を務める。
1997年、自殺予防活動への社会的貢献により国際リンゲル賞受賞。2012年藍綬褒章。
2025年2月25日に逝去。88歳没。

## 著書

### 単著
- 人生の旅立ち : 悲しみを越えて、日本基督教団出版局、1985年
- 今、こころを考える、日本キリスト教団出版局、2002年
- 自殺危機とそのケア、キリスト新聞社、2009年
- 悲しんでいる人へのケア、キリスト新聞社、2010年
- 老いとそのケア、キリスト新聞社、2011年

### 共著
- （稲村博との共著）一人ではささえきれない悩み : 自殺の原因と予防、青也書店、1978年
- （稲村博との共著）わが子に限って : 自殺の予防と対策、鷹書房、1980年
- （林義子との共著）電話相談と危機介入、聖文舎、1981年
- （末松渉との共著）いじめられ黒書 : あなたの子どもがいじめられている、鷹書房弓プレス、1995年

### 翻訳
- デイビッド・レスター著、自殺予防Q&A : 援助のための基礎知識、川島書店、1995年